# Diglossocera bifida
Diglossocera bifida är en tvåvingeart som beskrevs av Wulp 1895. Diglossocera bifida ingår i släktet Diglossocera och familjen parasitflugor. Inga underarter finns listade i Catalogue of Life.